# Autoeficacia

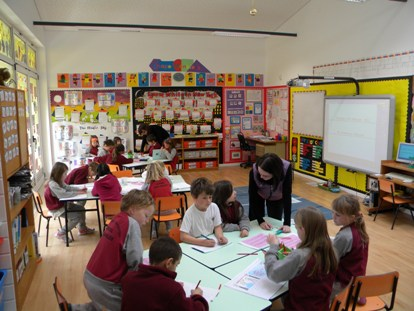
Vista de salón de clase.

La autoeficacia (o también la percepción de la eficacia), es la confianza en la propia capacidad para lograr los resultados pretendidos. Los psicólogos han estudiado la autoeficacia, desde varias perspectivas, señalan diversas rutas de acceso en el desarrollo de la autoeficacia; la dinámica de la autoeficacia, y la falta de los mismos, en muchos lugares diferentes; las interacciones entre la autoeficacia y autoconcepto; y los hábitos de la atribución que contribuyen o perjudican a la autoeficacia.
La autoeficacia afecta a todos los ámbitos de la actividad humana. Mediante la determinación de las creencias que una persona tiene con respecto a su poder de afectar situaciones, que influye fuertemente en la alimentación de una persona que realmente tiene para enfrentar los retos de manera competente y las opciones que una persona tiene más probabilidades de hacer. Estos efectos son particularmente evidente y convincente, con respecto a los comportamientos que afectan la salud.
Timothy A. Judge y otros (2002) argumentaron que los conceptos de locus de control, el neuroticismo, la generalización de la autoeficacia (que se diferencia de la teoría de autoeficacia de Albert Bandura) y la autoestima, pueden ser marcadores del mismo concepto de orden superior y demostró ser conceptos relacionados.

## Enfoques teóricos

### Teoría cognitiva social
El psicólogo Albert Bandura ha definido la autoeficacia como la creencia en la capacidad de uno para tener éxito en situaciones específicas o al realizar una tarea. El sentido de la autoeficacia puede jugar un papel importante en cómo uno se acerca a los objetivos, tareas y desafíos. La teoría de la autoeficacia se encuentra en el centro de la teoría cognitiva social de Bandura, que enfatiza el papel del aprendizaje por observación y la experiencia social en el desarrollo de la personalidad. El concepto principal en la teoría social cognitiva es que las acciones y reacciones de un individuo, incluidos los comportamientos sociales y los procesos cognitivos, en casi todas las situaciones están influenciadas por las acciones que el individuo ha observado en otros (Aprendizaje Vicario). Debido a que la autoeficacia se desarrolla a partir de las experiencias externas y la autopercepción y es influyente para determinar el resultado de muchos eventos, es un aspecto importante de la teoría cognitiva social. La autoeficacia representa la percepción personal de los factores sociales externos. De acuerdo con la teoría de Bandura, las personas con alta autoeficacia, es decir, aquellos que creen que pueden tener un buen desempeño, son más propensas a ver las tareas difíciles como algo a dominar que como algo que debe evitarse. 

### Teoría del aprendizaje Social
La teoría del aprendizaje social describe la adquisición de habilidades que se desarrollan exclusiva o principalmente dentro de un grupo social. El aprendizaje social depende de cómo las personas tienen éxito o fracasan en las interacciones dinámicas dentro de los grupos, y promueve el desarrollo de habilidades emocionales y prácticas individuales, así como una percepción precisa de sí mismo y la aceptación de los demás. Según esta teoría, las personas aprenden unas de otras a través de la observación, la imitación y el modelado. La autoeficacia refleja la comprensión individual de las habilidades que puede ofrecer en un entorno grupal.

### Teoría del autoconcepto
La teoría del autoconcepto busca explicar cómo las personas perciben e interpretan su propia existencia a partir de pistas que reciben de fuentes externas, centrándose en cómo estas impresiones están organizadas y cómo están activas durante toda la vida. Los éxitos y fracasos están estrechamente relacionados con las formas en que las personas han aprendido a verse a sí mismas y a sus relaciones con los demás. Esta teoría describe el autoconcepto como aprendido (es decir, no presente en el nacimiento); organizado (en la forma en que se aplica al yo); y dinámico (es decir, siempre cambiante y no se fija a cierta edad).

### Teoría de la atribución
La teoría de la atribución se centra en cómo las personas atribuyen los eventos y cómo esas creencias interactúan con la autopercepción. La teoría de la atribución define tres elementos principales de causa:
- Locus es la ubicación de la causa percibida. Si el locus es interno (disposicional), los sentimientos de autoestima y autoeficacia aumentarán con el éxito y disminuirán con el fracaso.
- La estabilidad describe si la causa se percibe como estática o dinámica a lo largo del tiempo. Está estrechamente relacionado con las expectativas y los objetivos, ya que cuando las personas atribuyen sus fallas a factores estables, como la dificultad de una tarea, esperan fracasar en esa tarea en el futuro.
- La controlabilidad describe si una persona se siente activamente en control de la causa. Fallar en una tarea que uno cree que no se puede controlar puede llevar a sentimientos de humillación, vergüenza y / o ira.[11]

## Cómo afecta la función humana

### Opciones sobre el comportamiento
La gente generalmente evita las tareas donde la autoeficacia es baja, pero lleva a cabo tareas donde la autoeficacia es alta. Cuando la autoeficacia está significativamente más allá de la capacidad real, conduce a una sobreestimación de la capacidad para completar tareas. Por otro lado, cuando la autoeficacia es significativamente menor que la capacidad real, desalienta el crecimiento y el desarrollo de habilidades. La investigación muestra que el nivel óptimo de autoeficacia es ligeramente superior a la capacidad; En esta situación, las personas son más alentadas a abordar tareas desafiantes y ganar experiencia.

### La motivación
La alta autoeficacia puede afectar la motivación tanto de manera positiva como negativa. En general, es más probable que las personas con alta autoeficacia realicen esfuerzos para completar una tarea y que persistan más tiempo en esos esfuerzos que aquellas con baja autoeficacia. Cuanto más fuertes sean las expectativas de autoeficacia o dominio, más activos serán los esfuerzos. Sin embargo, aquellos con baja autoeficacia a veces experimentan incentivos para aprender más sobre un tema desconocido, donde alguien con una alta autoeficacia puede no prepararse para una tarea.

### Patrones de pensamiento y respuestas
La autoeficacia tiene varios efectos sobre los patrones de pensamiento y las respuestas:
- La baja autoeficacia puede llevar a las personas a creer que las tareas son más difíciles de lo que realmente son.[15] Esto a menudo resulta en una mala planificación de tareas, así como un aumento del estrés.
- Las personas se vuelven erráticas e impredecibles cuando se dedican a una tarea en la que tienen baja autoeficacia.
- Las personas con alta autoeficacia tienden a tener una visión más amplia de una tarea para determinar el mejor plan.
- Los obstáculos a menudo estimulan a las personas con alta autoeficacia a mayores esfuerzos, donde alguien con baja autoeficacia tenderá hacia el desaliento y la renuncia.
- Una persona con alta autoeficacia atribuirá la falla a factores externos, donde una persona con baja autoeficacia culpará a la baja capacidad. Por ejemplo, alguien con una alta autoeficacia con respecto a las matemáticas puede atribuir una mala calificación a una prueba más difícil de lo habitual, enfermedad, falta de esfuerzo o preparación insuficiente. Una persona con baja autoeficacia atribuirá el resultado a una capacidad matemática deficiente. Véase Teoría De La Atribución.

### Conductas de salud
Las opciones que afectan la salud, como el fumar, el ejercicio físico, las dietas, el uso del condón, la higiene dental, el uso del cinturón de seguridad y el autoexamen de mamas dependen de la autoeficacia. Las creencias de autoeficacia son cogniciones que determinan si se iniciará el cambio de comportamiento de salud, cuánto esfuerzo se gastará y cuánto tiempo se mantendrá frente a obstáculos y fallas. La autoeficacia influye en qué tan altas las personas establecen sus objetivos de salud (por ejemplo, "Tengo la intención de reducir mi consumo de tabaco" o "Tengo la intención de dejar de fumar por completo"). Una serie de estudios sobre la adopción de prácticas de salud han medido la autoeficacia para evaluar su potencial para iniciar el cambio de comportamiento.

### Productividad académica
La investigación en estudiantes de ciencias australianos mostró que aquellos con alta autoeficacia mostraron un mejor rendimiento académico que aquellos con baja autoeficacia. Las personas seguras suelen tomar el control de sus propias experiencias de aprendizaje, tienen más probabilidades de participar en clase y prefieren experiencias prácticas de aprendizaje. Aquellos con baja autoeficacia normalmente se alejaron de las interacciones académicas.

### Relación con el Locus de control
Bandura mostró que la diferencia en la autoeficacia se correlaciona con visiones del mundo fundamentalmente diferentes. Las personas con alta autoeficacia generalmente creen que tienen el control de sus propias vidas, que sus propias acciones y decisiones moldean sus vidas, mientras que las personas con baja autoeficacia pueden ver sus vidas fuera de su control.

### Factores que afectan la autoeficacia
Bandura identifica cuatro factores que afectan la autoeficacia.
1. Experiencia o "logro enactivo": la experiencia de dominio es el factor más importante que determina la autoeficacia de una persona. El éxito aumenta la autoeficacia, mientras que la falla lo reduce. Según el psicólogo Erik Erikson: "Los niños no pueden ser engañados por el elogio vacío y el estímulo condescendiente. Quizás tengan que aceptar el refuerzo artificial de su autoestima en lugar de algo mejor, pero lo que yo llamo su identidad creciente del ego solo adquiere fuerza real de todo corazón y el reconocimiento constante del logro real, es decir, el logro que tiene significado en su cultura".
2. Modelado, o "experiencia vicaria": el modelado se experimenta como "Si pueden hacerlo, yo también puedo hacerlo". Cuando vemos que alguien tiene éxito, nuestra propia autoeficacia aumenta; donde vemos gente fallando, nuestra autoeficacia disminuye. Este proceso es más efectivo cuando nos vemos como similares al modelo. Aunque no es tan influyente como la experiencia directa, el modelado es particularmente útil para las personas que están particularmente inseguras de sí mismas.
3. Persuasión social: la persuasión social generalmente se manifiesta como estímulo directo o desánimo de otra persona. El desánimo generalmente es más efectivo para disminuir la autoeficacia de una persona que el estímulo para aumentarla.
4. Factores fisiológicos: en situaciones estresantes, las personas comúnmente muestran signos de angustia: temblores, dolores y dolores, fatiga, miedo, náuseas, etc. Las percepciones de estas respuestas en uno mismo pueden alterar marcadamente la autoeficacia. Obtener "mariposas en el estómago" antes de hablar en público será interpretado por alguien con baja autoeficacia como un signo de incapacidad, disminuyendo así la autoeficacia, donde la alta autoeficacia llevaría a interpretar tales signos fisiológicos como normales y no relacionados con capacidad. Uno cree en las implicaciones de la respuesta fisiológica que altera la autoeficacia, en lugar de la respuesta fisiológica misma.

## Determinantes genéticos y ambientales
En un estudio de gemelos noruegos, la heredabilidad de la autoeficacia en los adolescentes se estimó en un 75 por ciento. La varianza restante, 25 por ciento, esto se debió a influencias ambientales no compartidas entre los miembros de la familia. El ambiente familiar compartido no contribuyó a las diferencias individuales en la autoeficacia.

## Modelos teóricos de comportamiento
Se desarrolló y verificó un modelo teórico del efecto de la autoeficacia en el comportamiento transgresivo en la investigación con escolares.

### Prosocialidad y desvinculación moral
El comportamiento prosocial (como ayudar a los demás, compartir, ser amable y cooperativo) y la falta de compromiso moral (manifestarse en comportamientos como excusas por el mal comportamiento, evitar la responsabilidad por las consecuencias y culpar a la víctima) están negativamente correlacionados. La autoeficacia académica, social y autorreguladora fomenta el comportamiento prosocial y, por lo tanto, ayuda a prevenir la desvinculación moral.

### Sobreeficacia en el aprendizaje
En ciertas circunstancias, una menor autoeficacia puede ser útil. Un estudio examinó las creencias de los estudiantes de lenguas extranjeras sobre el aprendizaje, el logro de metas y la motivación para continuar con el estudio del idioma. Se concluyó que la sobreeficacia afectaba negativamente la motivación de los estudiantes, de modo que los estudiantes que creían que eran "buenos en idiomas" tenían menos motivación para estudiar.

### Cambio de comportamiento de salud
Los modelos sociocognitivos del cambio de comportamiento de salud arrojan autoeficacia como predictor, mediador o moderador. Como predictor, se supone que la autoeficacia facilita la formación de intenciones de comportamiento, el desarrollo de planes de acción y el inicio de la acción. Como mediador, la autoeficacia puede ayudar a prevenir la recaída de un comportamiento no saludable. Como moderador, la autoeficacia puede apoyar la traducción de intenciones en acción.

## Posibles aplicaciones

### Contextos académicos
El sentido de eficacia académica de los padres para sus hijos está relacionado con los logros académicos de sus hijos. Si los padres tienen capacidades académicas y aspiraciones más altas para su hijo, el niño mismo compartirá esas mismas creencias. Esto promueve la autoeficacia académica para el niño y, a su vez, conduce al logro académico. También conduce a un comportamiento prosocial y reduce la vulnerabilidad a los sentimientos de inutilidad y depresión. Existe una relación entre la baja autoeficacia y la depresión.
En un estudio, la mayoría de un grupo de estudiantes cuestionados sintió que tenían dificultades para escuchar en situaciones de clase. Luego, los instructores ayudaron a fortalecer sus habilidades para escuchar haciéndoles conscientes de cómo el uso de diferentes estrategias podría producir mejores resultados. De esta forma, sus niveles de autoeficacia mejoraron a medida que continuaron descubriendo qué estrategias funcionaban para ellos.

#### STEM
La teoría de la autoeficacia se ha aplicado al área de la carrera profesional para examinar por qué las mujeres están subrepresentadas en los campos de STEM dominados por los hombres, como las matemáticas, la ingeniería y la ciencia. Se encontró que las diferencias de género en las expectativas de autoeficacia influyen de manera importante en los comportamientos relacionados con la carrera y las elecciones de carrera de las mujeres jóvenes. Además, los investigadores han informado que la autoeficacia de las matemáticas es más predictiva del interés de las matemáticas, la elección de cursos relacionados con las matemáticas y las carreras de matemáticas que los logros pasados en matemáticas o las expectativas de resultados. La autoeficacia, por lo tanto, ha demostrado ser especialmente útil para ayudar a los estudiantes de pregrado a obtener información sobre su desarrollo profesional en los campos de STEM.
Además, se descubrió que la autoeficacia técnica es un factor crucial para enseñar programación informática a los estudiantes de la escuela, ya que los estudiantes con mayores niveles de autoeficacia tecnológica logran mejores resultados de aprendizaje. El efecto de la autoeficacia técnica resultó ser incluso más fuerte que el efecto del género.

#### Escrito
La investigación de los estudios de escritura indica una fuerte relación que vincula la autoeficacia percibida con la motivación y los resultados del desempeño.

#### Glosofobia
Se ha sugerido una fuerte relación negativa entre la glosofobia y la autoeficacia.

##### Resultados de rendimiento
La autoeficacia a menudo se ha relacionado con los resultados de rendimiento de escritura de los estudiantes. Más que cualquier otro elemento dentro del dominio cognitivo-afectivo, las creencias de autoeficacia han demostrado ser predictivas de los resultados de desempeño en la escritura. Con el fin de evaluar la relación entre la autoeficacia y las capacidades de escritura, varios estudios han construido escalas para medir las creencias de autoeficacia de los estudiantes. Los resultados de estas escalas se comparan luego con las muestras de escritura de los estudiantes. Los estudios incluyeron otras variables, como ansiedad de escritura, objetivos de grado, profundidad de procesamiento y resultados esperados. Sin embargo, la autoeficacia fue la única variable que fue un predictor estadísticamente significativo del rendimiento de la escritura.

### Otros contextos
En la Universidad Nacional de Ciencia y Tecnología de Kaohsiung en Taiwán, los investigadores investigaron las correlaciones entre la autoeficacia general de Internet (GISE), la autoeficacia específica de la Web (WSE) y el uso del servicio electrónico. Los investigadores concluyeron que GISE afecta directamente el WSE de un consumidor, lo que a su vez muestra una fuerte correlación con el uso del servicio electrónico. Estos hallazgos son importantes para la orientación y comercialización futura del consumidor.
Además, la autoeficacia ha sido incluida como uno de los cuatro factores de la autoevaluación central, la evaluación fundamental de uno mismo, junto con el lugar de control, el neuroticismo y la autoestima. La autoevaluación básica ha demostrado predecir la satisfacción laboral y el desempeño laboral.
Los investigadores también han examinado la autoeficacia en el contexto de la interfaz trabajo-vida. Chan entre otros (2016) desarrollaron y validaron una medida "autoeficacia para regular el trabajo y la vida" y la definieron como "la creencia que se tiene en la propia capacidad para lograr un equilibrio entre responsabilidades laborales y no laborales, y para persistir y enfrentar los desafíos planteado por demandas laborales y no laborales "(página 1758). Específicamente, Chan entre otros (2016) encontraron que la "autoeficacia para regular el trabajo y la vida" ayudó a explicar la relación entre el enriquecimiento trabajo-familia, el equilibrio trabajo-vida y la satisfacción laboral y la satisfacción familiar. Chan entre otros (2017) también encontraron que "la autoeficacia para el trabajo y la vida" ayuda a las personas a lograr el equilibrio vida-trabajo y trabajo a pesar de la presencia de la familia y de las demandas de trabajo.

## Subclasificaciones
Si bien la autoeficacia es a veces medida como un todo, como con la Escala de Autoeficacia General, también se mide en situaciones funcionales particulares.
La autoeficacia social se ha definido y medido de forma variable. Según Smith y Betz, la autoeficacia social es "la confianza de un individuo en su capacidad para participar en las tareas de interacción social necesarias para iniciar y mantener las relaciones interpersonales". Midieron la autoeficacia social usando un instrumento de su propio dispositivo llamado Escala de Autoeficacia Social Percibida, que midió seis dominios: (1) hacer amigos, (2) buscar relaciones románticas, (3) asertividad social, (4) desempeño en situaciones públicas, (5) grupos o fiestas, y (6) dar o recibir ayuda. Más recientemente, se ha sugerido que la autoeficacia social también puede ponerse en práctica en términos de autoeficacia social cognitiva (confianza en saber qué hacer en situaciones sociales) y conductual (confianza en la realización en situaciones sociales).
Matsushima y Shiomi miden la autoeficacia, centrándose en la autoconfianza acerca de las habilidades sociales en la relación personal, la confianza en los amigos, y la confianza por parte de los amigos.
Los investigadores sugieren que la autoeficacia social está fuertemente correlacionada con la timidez y la ansiedad social.
La autoeficacia académica se refiere a la creencia de que uno puede participar con éxito y completar tareas académicas específicas del curso, como cumplir objetivos del curso, completar tareas satisfactoriamente, lograr una calificación aprobatoria y cumplir los requisitos para continuar con el curso principal de estudio. Varias investigaciones empíricas se han dirigido a medir la autoeficacia académica.
Otras áreas de autoeficacia que se han identificado para su estudio incluyen la autoeficacia del docente y la autoeficacia tecnológica.

## Aclaraciones y distinciones
La autoeficacia frente a la eficacia
A diferencia de la eficacia, que es el poder de producir un efecto (en esencia, competencia) el término autoeficacia se usa, por convención, para referirse a la creencia (precisa o no) de que uno tiene el poder de producir ese efecto completando una tarea o actividad dada relacionada con esa competencia. La autoeficacia es la creencia en la eficacia de uno.
La autoeficacia frente a la autoestima
La autoeficacia es la percepción de la propia capacidad para alcanzar un objetivo; la autoestima es la sensación de autoestima. Por ejemplo, una persona que es un escalador de roca terrible probablemente tenga poca autoeficacia con respecto a la escalada en roca, pero esto no afectará la autoestima si la persona no depende de la escalada en roca para determinar la autoestima. Por otro lado, uno puede tener una enorme confianza con respecto a la escalada en roca, pero establecer un estándar tan alto, y la suficiente base de autoestima en la habilidad de escalada en roca, que la autoestima es baja. Alguien que tiene una alta autoeficacia en general pero que es pobre en la escalada podría haber perdido la confianza o creer que la mejora es posible.
La autoeficacia frente a la confianza
Según Albert Bandura, "La construcción de la autoeficacia difiere del término coloquial 'confianza'. La confianza es un término no específico que se refiere a la fuerza de la creencia, pero no especifica necesariamente de qué se trata la certeza. Puedo estar sumamente seguro de que fracasaré en un esfuerzo. La autoeficacia percibida se refiere a la creencia en las capacidades de agente, que uno puede producir niveles de logro dados. Una creencia de autoeficacia, por lo tanto, incluye tanto una afirmación de un nivel de capacidad como la fuerza de esa creencia. La confianza es una palabra clave en lugar de una construcción incrustada en un sistema teórico".
La autoeficacia frente al autoconcepto
La autoeficacia se compone de creencias de capacidad personal para llevar a cabo acciones específicas. El autoconcepto se mide más general e incluye la evaluación de la competencia y los sentimientos de autoestima asociados con los comportamientos en cuestión.